# Критична точка

Фазова діаграма для води. В критичній точці обривається синя лінія

Крити́чна то́чка — точка на фазовій діаграмі в координатах (p, T), в якій лінія співіснування різних термодинамічних фаз речовини обривається. При збільшенні тиску чи температури понад критичну точку флюїд переходить в надкритичний стан.

## Фізичний зміст
Температура й тиск в критичній точці називаються критичною температурою і критичним тиском. За критичної температури (T = TK) різниця молярних об'ємів сухої насиченої пари і рідини стає рівною нулю. Горизонтальна ділянка ізотерми перетворюється на точку перегину K (критична точка). У критичній точці
{\displaystyle \left({\frac {\partial p}{\partial V}}\right)_{T_{K}}=0,\left({\frac {\partial ^{2}p}{\partial V^{2}}}\right)_{T_{K}}=0}
При температурах, вищих за критичну, розділення речовини на фази не існує. Так, наприклад, при температурі, вищій за критичну, зникає різниця між газом і рідиною.
Критичні точки бувають лише на лініях співіснування фаз з однаковою симетрією, наприклад, ізотропних фаз, таких як рідина і газ.
Оскільки в критичній точці обривається лінія співіснування фаз, то її можна обійти. Наприклад, можна перейти від газу до рідини, уникаючи розшарування на рідину й пару. Для цього потрібно нагріти газ вище критичної температури й потім стиснути так, щоб тиск був вищим за критичний. В цьому випадку речовина вже перебуває в стані надкритичної рідини, яка повністю заповнює посудину й за своїми властивостями не відрізняється від надкритичного газу. При охолодженні до температури, нижчої за критичну, надкритична рідина переходить у звичайну рідину, яка повністю заповнює посудину.
Критична точка характеризується тим, що в її околі дуже зростають величина флуктуацій густини та стисливість, через що у речовині в результаті оптичної неоднорідності спостерігається критична опалесценція — сильне розсіювання світла.
При наближенні до критичної точки теплота випаровування та поверхневий натяг рідини наближаються до нульових значень, тому про близькість критичних параметрів рідини до звичайних умов (при відсутності бажаної довідкової інформації) можна орієнтовно судити за величиною поверхневого натягу (ці дані більш поширені).

## Історична довідка
Вперше явище критичного стану речовини виявлено у 1822 році Шарлем Каньяром де Ла-Туром. Систематичні дослідження розпочались з праць Томаса Ендрюса (1869). На практиці явище критичної точки можна спостерігати при нагріванні рідини, що частково заповнює запаяну трубку. В міру зростання температури меніск поступово втрачає свою кривину, набуваючи пласкої форми, а при досягненні критичної температури зникає.
| Речовина        | {\displaystyle \!T_{K}} | {\displaystyle \!p_{K}} | {\displaystyle \!V_{K}} |
| --------------- | ----------------------- | ----------------------- | ----------------------- |
| Одиниці         | Кельвіни                | атм                     | см³/моль                |
| Водень          | 33,2                    | 12,8                    | 61,8                    |
| Кисень          | 154,6                   | 49,8                    | 74,4                    |
| Ртуть           | 1750                    | 1720                    | 44                      |
| Етанол          | 514                     | 62,18                   | 167                     |
| Діоксид вуглецю | 304,2                   | 72,8                    | 94,0                    |
| Вода            | 647                     | 217,7                   | 56                      |
| Азот            | 126,2                   | 33,5                    |                         |
| Аргон           | 150,8                   | 48,1                    |                         |
| Бром            | 584                     | 102                     |                         |
| Гелій           | 5,19                    | 2,24                    |                         |
| Йод             | 819                     | 116                     |                         |
| Криптон         | 209,3                   | 54,3                    |                         |
| Ксенон          | 289,8                   | 57,6                    |                         |
| Арсен           | 1673                    |                         |                         |
| Неон            | 44,4                    | 27,2                    |                         |
| Радон           | 378                     |                         |                         |
| Селен           | 1766                    |                         |                         |
| Сірка           | 1314                    | 207                     |                         |
| Фосфор          | 994                     |                         |                         |
| Фтор            | 144,3                   | 51,5                    |                         |
| Хлор            | 416,9                   | 76                      |                         |

Критичні точки існують не лише для чистих речовин, але й, у деяких випадках, для їх сумішей та визначають параметри втрати стійкості суміші (з розділенням фаз) — розчину (одна фаза). Прикладом такої суміші може бути суміш фенол-вода (Критична точка розчинення).